# Liste der Teilnehmer an der UEFA Champions League

Logo der UEFA Champions League

Diese Liste verzeichnet alle Vereine, die seit der Gründung der UEFA Champions League in der Saison 1992/93 an den Haupt-, Gruppen- und Endrunden des Fußballturniers teilgenommen haben. Die Teams sind nach ihren Herkunftsländern geordnet. Fette Jahreszahlen kennzeichnen die Gewinner des Wettbewerbes. Die Teilnehmer der Champions-League-Qualifikation sind nicht aufgelistet. Es qualifizierten sich bisher 175 Vereine aus 41 Ländern. (Stand: UEFA Champions League 2024/25)

## Aserbaidschan
|  | Verein        | Anzahl | Teilnahmen |
|  | ------------- | ------ | ---------- |
|  | Qarabağ Ağdam | 1      | 2017/18    |

## Belarus
|  | Verein          | Anzahl | Teilnahmen                                  |
|  | --------------- | ------ | ------------------------------------------- |
|  | BATE Baryssau   | 5      | 2008/09, 2011/12, 2012/13, 2014/15, 2015/16 |
|  | FK Dinamo Minsk | 1      | 1993/94                                     |

## Belgien
|  | Verein                      | Anzahl | Teilnahmen                                                                                                 |
|  | --------------------------- | ------ | --- |
|  | RSC Anderlecht              | 12     | 1993/94, 1994/95, 2000/01, 2001/02, 2003/04, 2004/05, 2005/06, 2006/07, 2012/13, 2013/14, 2014/15, 2017/18 |
|  | Royal Antwerpen             | 1      | 2023/24 |
|  | FC Brügge                   | 11     | 1992/93, 2002/03, 2003/04, 2005/06, 2016/17, 2018/19, 2019/20, 2020/21, 2021/22, 2022/23, 2024/25          |
|  | KRC Genk                    | 3      | 2002/03, 2011/12; 2019/20                                                                                  |
|  | KAA Gent                    | 1      | 2015/16 |
|  | Lierse SK                   | 1      | 1997/98 |
|  | Standard Lüttich            | 1      | 2009/10 |
|  | Royale Union Saint-Gilloise | 1      | 2025/26 |

## Bulgarien
|  | Verein            | Anzahl | Teilnahmen       |
|  | ----------------- | ------ | ---------------- |
|  | Ludogorez Rasgrad | 2      | 2014/15, 2016/17 |
|  | Lewski Sofia      | 2      | 1993/94, 2006/07 |
|  | ZSKA Sofia        | 1      | 1992/93          |

## Dänemark
|  | Verein          | Anzahl | Teilnahmen                                                    |
|  | --------------- | ------ | ------------------------------------------------------------- |
|  | Aalborg BK      | 2      | 1995/96, 2008/09                                              |
|  | Brøndby IF      | 1      | 1998/99                                                       |
|  | FC Kopenhagen   | 7      | 1993/94, 2006/07, 2010/11, 2013/14, 2016/17, 2022/23, 2023/24 |
|  | Lyngby BK       | 1      | 1992/93                                                       |
|  | FC Midtjylland  | 1      | 2020/21                                                       |
|  | FC Nordsjælland | 1      | 2012/13                                                       |

## Deutschland
|  | Verein                   | Anzahl | Teilnahmen |
|  | ------------------------ | ------ | --- |
|  | Hertha BSC               | 1      | 1999/2000 |
|  | 1. FC Union Berlin       | 1      | 2023/24 |
|  | Werder Bremen            | 7      | 1993/94, 2004/05, 2005/06, 2006/07, 2007/08, 2008/09, 2010/11 |
|  | Borussia Dortmund        | 20     | 1995/96, 1996/97, 1997/98, 1999/2000, 2001/02, 2002/03, 2011/12, 2012/13, 2013/14, 2014/15, 2016/17, 2017/18, 2018/19, 2019/20, 2020/21, 2021/22, 2022/23, 2023/24, 2024/25, 2025/26                                                                                  |
|  | Eintracht Frankfurt      | 2      | 2022/23, 2025/26 |
|  | Hamburger SV             | 2      | 2000/01, 2006/07 |
|  | TSG 1899 Hoffenheim      | 1      | 2018/19 |
|  | 1. FC Kaiserslautern     | 1      | 1998/99 |
|  | RB Leipzig               | 7      | 2017/18, 2019/20, 2020/21, 2021/22, 2022/23, 2023/24, 2024/25 |
|  | Bayer 04 Leverkusen      | 15     | 1997/98, 1999/2000, 2000/01, 2001/02, 2002/03, 2004/05, 2011/12, 2013/14, 2014/15, 2015/16, 2016/17, 2019/20, 2022/23, 2024/25, 2025/26 |
|  | Borussia Mönchengladbach | 3      | 2015/16, 2016/17, 2020/21 |
|  | FC Bayern München        | 29     | 1994/95, 1997/98, 1998/99, 1999/2000, 2000/01, 2001/02, 2002/03, 2003/04, 2004/05, 2005/06, 2006/07, 2008/09, 2009/10, 2010/11, 2011/12, 2012/13, 2013/14, 2014/15, 2015/16, 2016/17, 2017/18, 2018/19, 2019/20, 2020/21, 2021/22, 2022/23, 2023/24, 2024/25, 2025/26 |
|  | FC Schalke 04            | 8      | 2001/02, 2005/06, 2007/08, 2010/11, 2012/13, 2013/14, 2014/15, 2018/19 |
|  | VfB Stuttgart            | 5      | 1992/93, 2003/04, 2007/08, 2009/10, 2024/25 |
|  | VfL Wolfsburg            | 3      | 2009/10, 2015/16, 2021/22 |

## England
|  | Verein            | Anzahl | Teilnahmen |
|  | ----------------- | ------ | --- |
|  | Aston Villa       | 1      | 2024/25 |
|  | Blackburn Rovers  | 1      | 1995/96 |
|  | Leeds United      | 2      | 1992/93, 2000/01 |
|  | Leicester City    | 1      | 2016/17 |
|  | FC Liverpool      | 17     | 2001/02, 2002/03, 2004/05, 2005/06, 2006/07, 2007/08, 2008/09, 2009/10, 2014/15, 2017/18, 2018/19, 2019/20, 2020/21, 2021/22, 2022/23, 2024/25, 2025/26                                                                                    |
|  | FC Arsenal        | 22     | 1998/99, 1999/2000, 2000/01, 2001/02, 2002/03, 2003/04, 2004/05, 2005/06, 2006/07, 2007/08, 2008/09, 2009/10, 2010/11, 2011/12, 2012/13, 2013/14, 2014/15, 2015/16, 2016/17, 2023/24, 2024/25, 2025/26                                     |
|  | FC Chelsea        | 20     | 1999/2000, 2003/04, 2004/05, 2005/06, 2006/07, 2007/08, 2008/09, 2009/10, 2010/11, 2011/12, 2012/13, 2013/14, 2014/15, 2015/16, 2017/18, 2019/20, 2020/21, 2021/22, 2022/23, 2025/26                                                       |
|  | Tottenham Hotspur | 7      | 2010/11, 2016/17, 2017/18, 2018/19, 2019/20, 2022/23, 2025/26 |
|  | Manchester City   | 15     | 2011/12, 2012/13, 2013/14, 2014/15, 2015/16, 2016/17, 2017/18, 2018/19, 2019/20, 2020/21, 2021/22, 2022/23, 2023/24, 2024/25, 2025/26 |
|  | Manchester United | 26     | 1993/94, 1994/95, 1996/97, 1997/98, 1998/99, 1999/2000, 2000/01, 2001/02, 2002/03, 2003/04, 2004/05, 2005/06, 2006/07, 2007/08, 2008/09, 2009/10, 2010/11, 2011/12, 2012/13, 2013/14, 2015/16, 2017/18, 2018/19, 2020/21, 2021/22, 2023/24 |
|  | Newcastle United  | 4      | 1997/98, 2002/03, 2023/24, 2025/26 |

## Finnland
|  | Verein       | Anzahl | Teilnahmen       |
|  | ------------ | ------ | ---------------- |
|  | HJK Helsinki | 2      | 1993/94, 1998/99 |
|  | FC Kuusysi   | 1      | 1992/93          |

## Frankreich
|  | Verein              | Anzahl | Teilnahmen |
|  | ------------------- | ------ | --- |
|  | AJ Auxerre          | 3      | 1996/97, 2002/03, 2010/11 |
|  | Girondins Bordeaux  | 4      | 1999/2000, 2006/07, 2008/09, 2009/10 |
|  | Stade Brest         | 1      | 2024/25 |
|  | RC Lens             | 3      | 1998/99, 2002/03, 2023/24 |
|  | OSC Lille           | 8      | 2001/02, 2005/06, 2006/07, 2011/12, 2012/13, 2019/20, 2021/22, 2024/25                                                                                           |
|  | Olympique Lyon      | 16     | 2000/01, 2001/02, 2002/03, 2003/04, 2004/05, 2005/06, 2006/07, 2007/08, 2008/09, 2009/10, 2010/11, 2011/12, 2015/16, 2016/17, 2018/19, 2019/20                   |
|  | Olympique Marseille | 12     | 1992/93, 1999/2000, 2003/04, 2007/08, 2008/09, 2009/10, 2010/11, 2011/12, 2013/14, 2020/21, 2022/23, 2025/26                                                     |
|  | AS Monaco           | 11     | 1993/94, 1997/98, 2000/01, 2003/04, 2004/05, 2014/15, 2016/17, 2017/18, 2018/19, 2024/25, 2025/26                                                                |
|  | HSC Montpellier     | 1      | 2012/13 |
|  | FC Nantes           | 2      | 1995/96, 2001/02 |
|  | Paris Saint-Germain | 18     | 1994/95, 1997/98, 2000/01, 2004/05, 2012/13, 2013/14, 2014/15, 2015/16, 2016/17, 2017/18, 2018/19, 2019/20, 2020/21, 2021/22, 2022/23, 2023/24, 2024/25, 2025/26 |
|  | Stade Rennes        | 1      | 2020/21 |

## Griechenland
|  | Verein              | Anzahl | Teilnahmen |
|  | ------------------- | ------ | --- |
|  | AEK Athen           | 7      | 1992/93, 1993/94, 1994/95, 2002/03, 2003/04, 2006/07, 2018/19 |
|  | Panathinaikos Athen | 9      | 1995/96, 1998/99, 2000/01, 2001/02, 2003/04, 2004/05, 2005/06, 2008/09, 2010/11 |
|  | Olympiakos Piräus   | 21     | 1997/98, 1998/99, 1999/2000, 2000/01, 2001/02, 2002/03, 2003/04, 2004/05, 2005/06, 2006/07, 2007/08, 2009/10, 2011/12, 2012/13, 2013/14, 2014/15, 2015/16, 2017/18, 2019/20, 2020/21, 2025/26 |

## Irland
|  | Verein    | Anzahl | Teilnahmen |
|  | --------- | ------ | ---------- |
|  | Cork City | 1      | 1993/94    |

## Island
|  | Verein             | Anzahl | Teilnahmen |
|  | ------------------ | ------ | ---------- |
|  | ÍA Akranes         | 1      | 1993/94    |
|  | Víkingur Reykjavík | 1      | 1992/93    |

## Israel
|  | Verein           | Anzahl | Teilnahmen                |
|  | ---------------- | ------ | ------------------------- |
|  | Maccabi Haifa    | 3      | 2002/03, 2009/10, 2022/23 |
|  | Beitar Jerusalem | 1      | 1993/94                   |
|  | Hapoel Tel Aviv  | 1      | 2010/11                   |
|  | Maccabi Tel Aviv | 3      | 1992/93, 2004/05, 2015/16 |

## Italien
|  | Verein           | Anzahl | Teilnahmen |
|  | ---------------- | ------ | --- |
|  | Atalanta Bergamo | 5      | 2019/20, 2020/21, 2021/22, 2024/25, 2025/26 |
|  | FC Bologna       | 1      | 2024/25 |
|  | AC Florenz       | 3      | 1999/2000, 2008/09, 2009/10 |
|  | AC Mailand       | 21     | 1992/93, 1993/94, 1994/95, 1996/97, 1999/2000, 2000/01, 2002/03, 2003/04, 2004/05, 2005/06, 2006/07, 2007/08, 2009/10, 2010/11, 2011/12, 2012/13, 2013/14, 2021/22, 2022/23, 2023/24, 2024/25                                   |
|  | Inter Mailand    | 19     | 1998/99, 2002/03, 2003/04, 2004/05, 2005/06, 2006/07, 2007/08, 2008/09, 2009/10, 2010/11, 2011/12, 2018/19, 2019/20, 2020/21, 2021/22, 2022/23, 2023/24, 2024/25, 2025/26                                                       |
|  | SSC Neapel       | 9      | 2011/12, 2013/14, 2016/17, 2017/18, 2018/19, 2019/20, 2022/23, 2023/24, 2025/26 |
|  | AC Parma         | 1      | 1997/98 |
|  | AS Rom           | 13     | 2001/02, 2002/03, 2004/05, 2006/07, 2007/08, 2008/09, 2010/11, 2014/15, 2015/16, 2017/18, 2018/19 |
|  | Lazio Rom        | 7      | 1999/2000, 2000/01, 2001/02, 2003/04, 2007/08, 2020/21, 2023/24 |
|  | Juventus Turin   | 25     | 1995/96, 1996/97, 1997/98, 1998/99, 2000/01, 2001/02, 2002/03, 2003/04, 2004/05, 2005/06, 2008/09, 2009/10, 2012/13, 2013/14, 2014/15, 2015/16, 2016/17, 2017/18, 2018/19, 2019/20, 2020/21, 2021/22, 2022/23, 2024/25, 2025/26 |
|  | Udinese Calcio   | 1      | 2005/06 |

## Kasachstan
|  | Verein    | Anzahl | Teilnahmen |
|  | --------- | ------ | ---------- |
|  | FK Astana | 1      | 2015/16    |

## Kroatien
|  | Verein        | Anzahl | Teilnahmen                                                                                 |
|  | ------------- | ------ | ------------------------------------------------------------------------------------------ |
|  | Hajduk Split  | 1      | 1994/95                                                                                    |
|  | Dinamo Zagreb | 10     | 1993/94, 1998/99, 1999/2000, 2011/12, 2012/13, 2015/16, 2016/17, 2019/20, 2022/23, 2024/25 |

## Lettland
|  | Verein      | Anzahl | Teilnahmen       |
|  | ----------- | ------ | ---------------- |
|  | Skonto Riga | 2      | 1992/93, 1993/94 |

## Litauen
|  | Verein                | Anzahl | Teilnahmen |
|  | --------------------- | ------ | ---------- |
|  | VMFD Žalgiris Vilnius | 1      | 1992/93    |

## Luxemburg
|  | Verein          | Anzahl | Teilnahmen |
|  | --------------- | ------ | ---------- |
|  | Union Luxemburg | 1      | 1992/93    |

## Malta
|  | Verein      | Anzahl | Teilnahmen |
|  | ----------- | ------ | ---------- |
|  | FC Floriana | 1      | 1993/94    |

## Moldawien
|  | Verein           | Anzahl | Teilnahmen |
|  | ---------------- | ------ | ---------- |
|  | Sheriff Tiraspol | 1      | 2021/22    |

## Niederlande
|  | Verein              | Anzahl | Teilnahmen |
|  | ------------------- | ------ | --- |
|  | AZ Alkmaar          | 1      | 2009/10 |
|  | Ajax Amsterdam      | 19     | 1994/95, 1995/96, 1996/97, 1998/99, 2002/03, 2003/04, 2004/05, 2005/06, 2010/11, 2011/12, 2012/13, 2013/14, 2014/15, 2018/19, 2019/20, 2020/21, 2021/22, 2022/23, 2025/26   |
|  | PSV Eindhoven       | 19     | 1992/93, 1997/98, 1998/99, 1999/2000, 2000/01, 2001/02, 2002/03, 2003/04, 2004/05, 2005/06, 2006/07, 2007/08, 2008/09, 2015/16, 2016/17, 2018/19, 2023/24, 2024/25, 2025/26 |
|  | FC Twente Enschede  | 1      | 2010/11 |
|  | SC Heerenveen       | 1      | 2000/01 |
|  | Feyenoord Rotterdam | 8      | 1993/94, 1997/98, 1999/2000, 2001/02, 2002/03, 2017/18, 2023/24, 2024/25 |
|  | Willem II Tilburg   | 1      | 1999/2000 |

## Nordirland
|  | Verein       | Anzahl | Teilnahmen |
|  | ------------ | ------ | ---------- |
|  | Glentoran FC | 1      | 1992/93    |
|  | Linfield FC  | 1      | 1993/94    |

## Norwegen
|  | Verein              | Anzahl | Teilnahmen                                                                                                   |
|  | ------------------- | ------ | --- |
|  | Molde FK            | 1      | 1999/2000 |
|  | Rosenborg Trondheim | 12     | 1993/94, 1995/96, 1996/97, 1997/98, 1998/99, 1999/2000, 2000/01, 2001/02, 2002/03, 2004/05, 2005/06, 2007/08 |
|  | Viking Stavanger    | 1      | 1992/93 |

## Österreich
|  | Verein          | Anzahl | Teilnahmen                                                    |
|  | --------------- | ------ | ------------------------------------------------------------- |
|  | SK Sturm Graz   | 4      | 1998/99, 1999/2000, 2000/01, 2024/25                          |
|  | FC Salzburg     | 7      | 1994/95, 2019/20, 2020/21, 2021/22, 2022/23, 2023/24, 2024/25 |
|  | FK Austria Wien | 3      | 1992/93, 1993/94, 2013/14                                     |
|  | SK Rapid Wien   | 2      | 1996/97, 2005/06                                              |

## Polen
|  | Verein         | Anzahl | Teilnahmen       |
|  | -------------- | ------ | ---------------- |
|  | Widzew Łódź    | 1      | 1996/97          |
|  | Lech Posen     | 2      | 1992/93, 1993/94 |
|  | Legia Warschau | 2      | 1995/96, 2016/17 |

## Portugal
|  | Verein            | Anzahl | Teilnahmen |
|  | ----------------- | ------ | --- |
|  | Sporting Braga    | 3      | 2010/11, 2012/13, 2023/24 |
|  | Benfica Lissabon  | 19     | 1994/95, 1998/99, 2005/06, 2006/07, 2007/08, 2010/11, 2011/12, 2012/13, 2013/14, 2014/15, 2015/16, 2016/17, 2017/18, 2018/19, 2019/20, 2021/22, 2022/23, 2023/24, 2024/25                                                                           |
|  | Sporting Lissabon | 12     | 1997/98, 2000/01, 2006/07, 2007/08, 2008/09, 2014/15, 2016/17, 2017/18, 2021/22, 2022/23, 2024/25, 2025/26 |
|  | Boavista Porto    | 2      | 1999/2000, 2001/02 |
|  | FC Porto          | 27     | 1992/93, 1993/94, 1995/96, 1996/97, 1997/98, 1998/99, 1999/2000, 2001/02, 2003/04, 2004/05, 2005/06, 2006/07, 2007/08, 2008/09, 2009/10, 2011/12, 2012/13, 2013/14, 2014/15, 2015/16, 2016/17, 2017/18, 2018/19, 2020/21, 2021/22, 2022/23, 2023/24 |

## Rumänien
|  | Verein          | Anzahl | Teilnahmen                                                            |
|  | --------------- | ------ | --------------------------------------------------------------------- |
|  | Dinamo Bukarest | 1      | 1992/93                                                               |
|  | Steaua Bukarest | 8      | 1993/94, 1994/95,1995/96, 1996/97, 2006/07, 2007/08, 2008/09, 2013/14 |
|  | CFR Cluj        | 3      | 2008/09, 2010/11, 2012/13                                             |
|  | Oțelul Galați   | 1      | 2011/12                                                               |
|  | Unirea Urziceni | 1      | 2009/10                                                               |

## Russland
|  | Verein               | Anzahl | Teilnahmen                                                                                                   |
|  | -------------------- | ------ | --- |
|  | Rubin Kasan          | 2      | 2009/10, 2010/11                                                                                             |
|  | FK Krasnodar         | 1      | 2020/21 |
|  | Lokomotive Moskau    | 6      | 2001/02, 2002/03, 2003/04, 2018/19, 2019/20, 2020/21                                                         |
|  | Spartak Moskau       | 12     | 1993/94, 1994/95, 1995/96, 1998/99, 1999/2000, 2000/01, 2001/02, 2002/03, 2006/07, 2010/11, 2012/13, 2017/18 |
|  | ZSKA Moskau          | 12     | 1992/93, 2004/05, 2006/07, 2007/08, 2009/10, 2011/12, 2013/14, 2014/15, 2015/16, 2016/17, 2017/18, 2018/19   |
|  | FK Rostow            | 1      | 2016/17 |
|  | Zenit St. Petersburg | 9      | 2008/09, 2011/12, 2012/13, 2013/14, 2014/15, 2015/16, 2019/20, 2020/21, 2021/22                              |

## Schottland
|  | Verein          | Anzahl | Teilnahmen |
|  | --------------- | ------ | --- |
|  | Celtic Glasgow  | 13     | 2001/02, 2003/04, 2004/05, 2006/07, 2007/08, 2008/09, 2012/13, 2013/14, 2016/17, 2017/18, 2022/23, 2023/24, 2024/25 |
|  | Glasgow Rangers | 12     | 1992/93, 1993/94, 1995/96, 1996/97, 1999/2000, 2000/01, 2003/04, 2005/06, 2007/08, 2009/10, 2010/11, 2022/23        |

## Schweden
|  | Verein          | Anzahl | Teilnahmen                         |
|  | --------------- | ------ | ---------------------------------- |
|  | IFK Göteborg    | 4      | 1992/93, 1994/95, 1996/97, 1997/98 |
|  | Helsingborgs IF | 1      | 2000/01                            |
|  | Malmö FF        | 3      | 2014/15, 2015/16, 2021/22          |
|  | AIK Solna       | 2      | 1993/94, 1999/2000                 |

## Schweiz
|  | Verein                  | Anzahl | Teilnahmen                                                             |
|  | ----------------------- | ------ | ---------------------------------------------------------------------- |
|  | FC Aarau                | 1      | 1993/94                                                                |
|  | FC Basel                | 8      | 2002/03, 2008/09, 2010/11, 2011/12, 2013/14, 2014/15, 2016/17, 2017/18 |
|  | BSC Young Boys          | 4      | 2018/19, 2021/22, 2023/24, 2024/25                                     |
|  | FC Sion                 | 1      | 1992/93                                                                |
|  | FC Thun                 | 1      | 2005/06                                                                |
|  | FC Zürich               | 1      | 2009/10                                                                |
|  | Grasshopper Club Zürich | 2      | 1995/96, 1996/97                                                       |

## Serbien
|  | Verein              | Anzahl | Teilnahmen                         |
|  | ------------------- | ------ | ---------------------------------- |
|  | Partizan Belgrad    | 2      | 2003/04, 2010/11                   |
|  | Roter Stern Belgrad | 4      | 2018/19, 2019/20, 2023/24, 2024/25 |

## Slowakei
|  | Verein            | Anzahl | Teilnahmen       |
|  | ----------------- | ------ | ---------------- |
|  | FC Petržalka 1898 | 1      | 2005/06          |
|  | Slovan Bratislava | 2      | 1992/93, 2024/25 |
|  | 1. FC Košice      | 1      | 1997/98          |
|  | MŠK Žilina        | 1      | 2010/11          |

## Slowenien
|  | Verein                | Anzahl | Teilnahmen                  |
|  | --------------------- | ------ | --------------------------- |
|  | NK Olimpija Ljubljana | 1      | 1992/93                     |
|  | NK Maribor            | 3      | 1999/2000, 2014/15, 2017/18 |

## Spanien
|  | Verein                      | Anzahl | Teilnahmen |
|  | --------------------------- | ------ | --- |
|  | FC Barcelona                | 31     | 1992/93, 1993/94, 1994/95, 1997/98, 1998/99, 1999/2000, 2000/01, 2001/02, 2002/03, 2004/05, 2005/06, 2006/07, 2007/08, 2008/09, 2009/10, 2010/11, 2011/12, 2012/13, 2013/14, 2014/15, 2015/16, 2016/17, 2017/18, 2018/19, 2019/20, 2020/21, 2021/22, 2022/23, 2023/24, 2024/25, 2025/26 |
|  | Athletic Bilbao             | 3      | 1998/99, 2014/15, 2025/26 |
|  | Deportivo La Coruña         | 5      | 2000/01, 2001/02, 2002/03, 2003/04, 2004/05 |
|  | FC Girona                   | 1      | 2024/25 |
|  | Atlético Madrid             | 16     | 1996/97, 2008/09, 2009/10, 2013/14, 2014/15, 2015/16, 2016/17, 2017/18, 2018/19, 2019/20, 2020/21, 2021/22, 2022/23, 2023/24, 2024/25, 2025/26 |
|  | Real Madrid                 | 30     | 1995/96, 1997/98, 1998/99, 1999/2000, 2000/01, 2001/02, 2002/03, 2003/04, 2004/05, 2005/06, 2006/07, 2007/08, 2008/09, 2009/10, 2010/11, 2011/12, 2012/13, 2013/14, 2014/15, 2015/16, 2016/17, 2017/18, 2018/19, 2019/20, 2020/21, 2021/22, 2022/23, 2023/24, 2024/25, 2025/26          |
|  | FC Málaga                   | 1      | 2012/13 |
|  | RCD Mallorca                | 1      | 2001/02 |
|  | Real Sociedad San Sebastián | 3      | 2003/04, 2013/14, 2023/24 |
|  | Betis Sevilla               | 1      | 2005/06 |
|  | FC Sevilla                  | 9      | 2007/08, 2009/10, 2015/16, 2016/17, 2017/18, 2020/21, 2021/22, 2022/23, 2023/24 |
|  | FC Valencia                 | 12     | 1999/2000, 2000/01, 2002/03, 2004/05, 2006/07, 2007/08, 2010/11, 2011/12, 2012/13, 2015/16, 2018/19, 2019/20 |
|  | Celta Vigo                  | 1      | 2003/04 |
|  | FC Villarreal               | 5      | 2005/06, 2008/09, 2011/12, 2021/22, 2025/26 |

## Tschechien
|  | Verein          | Anzahl | Teilnahmen                                                                        |
|  | --------------- | ------ | --------------------------------------------------------------------------------- |
|  | Viktoria Pilsen | 4      | 2011/12, 2013/14, 2018/19, 2022/23                                                |
|  | Slavia Prag     | 3      | 2007/08, 2019/20, 2025/26                                                         |
|  | Sparta Prag     | 9      | 1993/94, 1997/98, 1999/2000, 2000/01, 2001/02, 2003/04, 2004/05, 2005/06, 2024/25 |

## Türkei
|  | Verein                 | Anzahl | Teilnahmen |
|  | ---------------------- | ------ | --- |
|  | Bursaspor              | 1      | 2010/11 |
|  | Istanbul Başakşehir FK | 1      | 2020/21 |
|  | Beşiktaş Istanbul      | 9      | 1992/93, 1997/98, 2000/01, 2003/04, 2007/08, 2009/10, 2016/17, 2017/18, 2021/22                                                                                    |
|  | Fenerbahçe Istanbul    | 6      | 1996/97, 2001/02, 2004/05, 2005/06, 2007/08, 2008/09, 2011/12 |
|  | Galatasaray Istanbul   | 18     | 1993/94, 1994/95, 1997/98, 1998/99, 1999/2000, 2000/01, 2001/02, 2002/03, 2003/04, 2006/07, 2012/13, 2013/14, 2014/15, 2015/16, 2018/19, 2019/20, 2023/24, 2025/26 |
|  | Trabzonspor            | 1      | 2011/12 |

## Ukraine
|  | Verein             | Anzahl | Teilnahmen |
|  | ------------------ | ------ | --- |
|  | Schachtar Donezk   | 19     | 2000/01, 2004/05, 2006/07, 2007/08, 2008/09, 2010/11, 2011/12, 2012/13, 2013/14, 2014/15, 2015/16, 2017/18, 2018/19, 2019/20, 2020/21, 2021/22, 2022/23, 2023/24, 2024/25   |
|  | Dynamo Kiew        | 19     | 1993/94, 1994/95, 1997/98, 1998/99, 1999/2000, 2000/01, 2001/02, 2002/03, 2003/04, 2004/05, 2006/07, 2007/08, 2008/09, 2009/10, 2012/13, 2015/16, 2016/17, 2020/21, 2021/22 |
|  | Tawrija Simferopol | 1      | 1992/93 |

## Ungarn
|  | Verein               | Anzahl | Teilnahmen                |
|  | -------------------- | ------ | ------------------------- |
|  | Ferencváros Budapest | 3      | 1992/93, 1995/96, 2020/21 |
|  | Honvéd Budapest      | 1      | 1993/94                   |
|  | VSC Debrecen         | 1      | 2009/10                   |

## Zypern
|  | Verein               | Anzahl | Teilnahmen                                  |
|  | -------------------- | ------ | ------------------------------------------- |
|  | Anorthosis Famagusta | 1      | 2008/09                                     |
|  | APOEL Nikosia        | 5      | 1992/93, 2009/10, 2011/12, 2014/15, 2017/18 |